# Firefly Alpha
Firefly Alpha est un lanceur léger américain développé par la start-up texane Firefly Aerospace conçu pour placer 1 170 kg en orbite basse. Ce lanceur non récupérable de 54 tonnes et 1,8 mètre de diamètre comporte deux étages propulsé par des moteurs-fusées à ergols liquides développés en interne et brûlant un mélange de kérosène et d'oxygène liquide. Le premier vol, qui a lieu le 3 septembre 2021, est un échec provoqué par une défaillance du premier étage. Une seconde tentative est effectuée avec succès le 1er octobre 2022.

## Historique

### Création: développement d'un lanceur utilisant une tuyère aerospike
La société Firefly Space Systems est créée en 2014 dans la banlieue d'Austin au Texas dans le but de développer un micro-lanceur baptisé Firefly Alpha. Celui-ci présente la particularité d'utiliser une tuyère de type Aerospike au niveau de son premier étage. Firefly Alpha est conçu pour placer une charge utile de plus de 400 kg sur une orbite basse pour un coût de 8 millions de dollars américains. La NASA choisit en 2015 de financer un vol d'essai avec l'objectif d'évaluer son utilisation pour la mise en orbite de nano-satellites. Un premier test sur banc d'essais d'un prototype FRE-R1 (Firefly Rocket Engine Research 1) des moteurs qui seront utilisés sur le lanceur a été conduit avec succès en septembre 2015. Le premier vol du lanceur est planifié originellement pour 2017. En octobre 2015, la NASA a annoncé qu'elle avait décidé de financer le développement du lanceur ainsi que celui de deux autres mini-lanceurs pour disposer d'une fusée adaptée à la mise en orbite des CubeSats. Firefly Space Systems doit recevoir 5,5 millions $ pour réaliser un vol orbital de démonstration d'ici avril 2018. 

### Dépôt de bilan
En juin 2016, la société ne réussit à lever que 18 millions $ sur les 38 millions espérés. À la suite du retrait en août d'un des investisseurs européens, la société décide fin septembre 2016 d'arrêter son activité en mettant à pied ses 150 employés dans le cadre d'une mesure annoncée comme temporaire. Par ailleurs, l'un des deux fondateurs de la société, Thomas Markusic, est accusé par son ancien employeur Virgin Galactic, qui développe un lanceur concurrent LauncherOne, d'avoir utilisé des concepts propriétés de cette société en violant les règles de la propriété intellectuelle.

### Réactivation et développement d'un lanceur léger «classique»
Au printemps 2017, la société est réactivée grâce à son rachat par Noosphere Ventures, un de ses actionnaires d'origine. Le constructeur rebaptisé Firefly Aerospace reprend une partie de ses effectifs d'origine et décide de développer une nouvelle version de son micro-lanceur Firefly Alpha. Celui-ci abandonne la tuyère de type Aerospike au profit d'une propulsion plus classique avec toutefois une innovation au niveau du cycle d'alimentation. La turbopompe est mise en mouvement par prélèvement des gaz brûlés dans la chambre de combustion (cycle tap-off). La charge utile est portée à 1 000 kg en orbite basse. À compter de 2017, les moteurs Reaver 1 et Lightning 1 sont testés sur des bancs d'essais horizontaux. La société utilisera pour ses lancements le pas de tir de la fusée Delta II sur la base de lancement de Vandenberg rendu disponible par le retrait de ce lanceur en septembre 2018.

### Échec du premier essai en vol (2 septembre 2021)

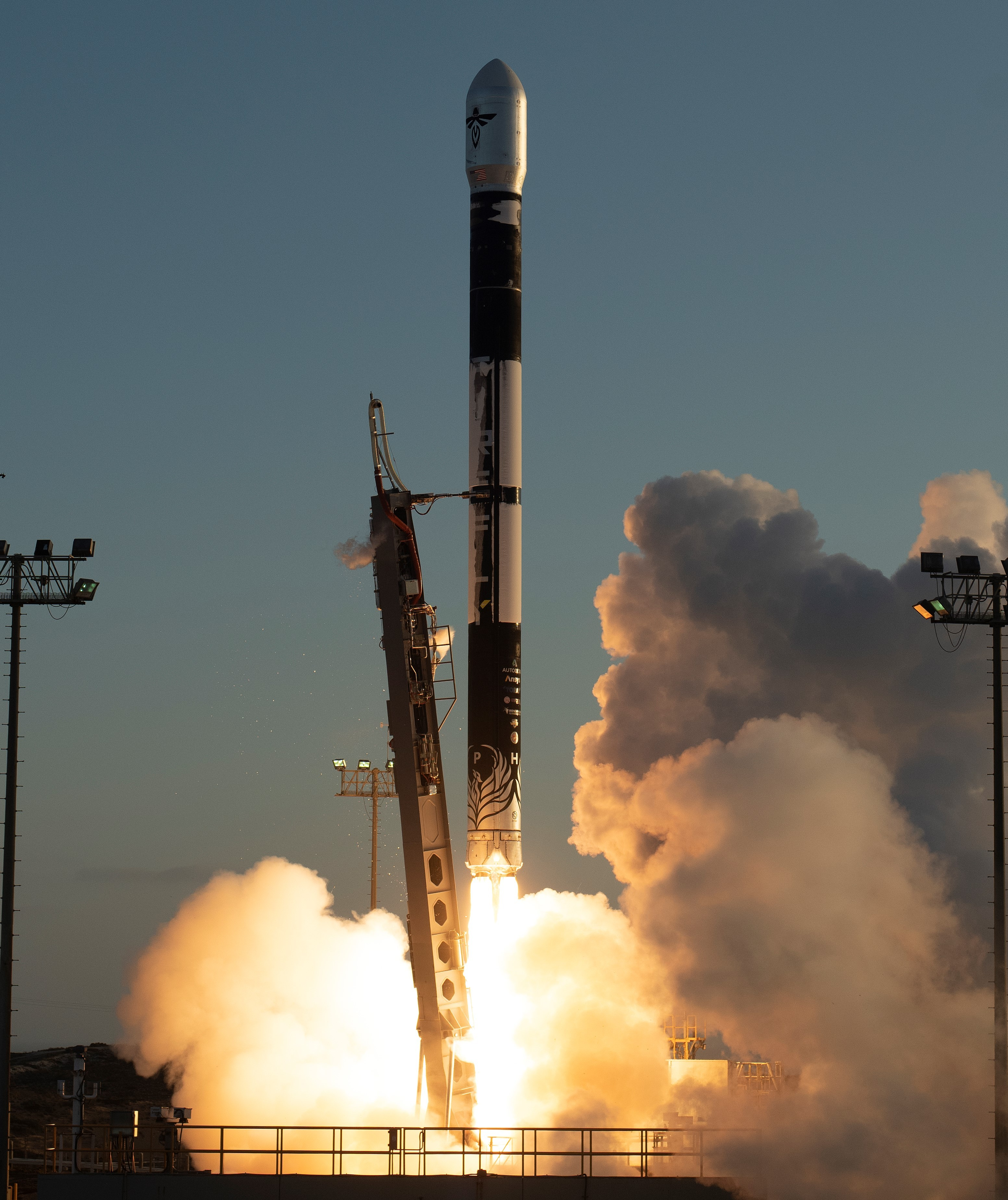
Le décollage de la fusée lors de son premier vol (septembre 2021) qui se conclura par un échec.

Le lanceur doit effectuer initialement son premier vol au cours du troisième trimestre 2019 mais celui-ci est repoussé à plusieurs reprises. Il a finalement lieu le 2 septembre 2021 à 18 h 89 Heure du Pacifique (1 h 59 UTC le 3 septembre). Le lanceur atteint une vitesse supersonique plus tard que prévu et devient incontrôlable alors que le premier étage est toujours en fonctionnement. Sa destruction est déclenchée par les contrôleurs au sol deux minutes et 30 secondes après le décollage,,. La cause de cette perte de contrôle est reliée à la défaillance d'une valve dans un des quatre moteurs-fusées Reaver environ 15 secondes après le décollage de la fusée, réduisant sa poussée et la rendant trop instable pour maintenir sa trajectoire à l'atteinte de vitesses transsoniques. Le PDG Tom Markusic suggère en novembre 2021 que les corrections à apporter aux valves des moteurs-fusées seraient « assez simple et facile à mettre en place ».

### Succès partiel du second essai en vol (1eroctobre 2022)
Les investigations menées à la suite de l'échec du premier lancement débouchent sur des modifications du moteur-fusée Reaver. Les performances de celui-ci sont par ailleurs améliorées, ce qui permet d'augmenter la charge utile qui passe de 1 000 à 1 170 kg en orbite basse et de 630 à 745 kg en orbite héliosynchrone. Une seconde tentative de vol est initialement programmée pour la fin janvier 2022 mais est repoussé à la suite d'un gel des activités liées au changement d'actionnariat de la société et des retards pris dans la campagne de qualification des deux étages de la fusée. Une première tentative de lancement le 11 septembre 2022 est interrompue en raison d'une chute de pression dans les réservoirs d'hélium. Lors d'une seconde tentative le 30 septembre 2022, le compte à rebours est stoppé au moment de l'allumage des moteurs-fusées et le lancement est reporté. Le lancement a finalement lieu le 1er octobre 2022. Firefly affirme que tous les objectifs de la mission sont atteints. Après l'injection sur une orbite elliptique, le second étage est rallumé pour circulariser l'orbite à une altitude de 300 kilomètres. La charge utile est déployée avec succès. Elle comprend trois CubeSats. Le CubeSat 3U TES-15 est une expérience développée par des étudiants et financée par la NASA. PicoBus développé par Libre Space Foundation déploie 6 picosatellites qui sont des démonstrateurs technologiques notamment dans les domaines des télécommunications et de l'observation de la Terre. Enfin le CubeSat 3U Teacher in Space qui collecte des données durant le vol qui sont mises à disposition à des fins éducatives,. Le succès n'est toutefois pas total car l'insertion s'est faite sur une orbite beaucoup plus basse que celle prévue et donc non viable. En conséquence, les satellites sont détruits lors de leur rentrée atmosphérique moins d'une semaine après leur lancement.

### Développement du lanceurMLV
La société développe en parallèle, une version beaucoup plus puissante baptisée MLV (anciennement Firefly Bêta) capable de placer 13 tonnes en orbite basse. Le premier vol est prévu pour 2025,.

## Caractéristiques techniques
Firefly Alpha est un lanceur non réutilisable bi-étages long de 29,5 mètres pour un diamètre de 1,8 mètre dont la structure est réalisée majoritairement en matériau composite à base de fibre de carbone pour alléger sa masse qui est de 54 tonnes au décollage. Les deux étages sont propulsés par des moteurs-fusées à ergols liquides brûlant un mélange de RP-1 et d'oxygène liquide. La fusée peut placer une charge utile de 1 170 kg en orbite terrestre basse (200 km) et de 745 kg sur une orbite héliosynchrone (500 km), puis 1 375 kg en orbite basse et 860 kg en orbite héliosynchrone à partir de 2023.

### Premier étage
Le premier étage est propulsé par quatre moteurs-fusées à ergols liquides Reaver 1 dont la poussée totale est 801 kilonewtons. Chaque moteur est alimenté par une turbopompe compacte en position horizontale à un seul étage et sa poussée est orientable avec un degré de liberté par des vérins hydrauliques. Le refroidissement de la chambre de combustion est de type convectif régénératif avec une paroi interne en cuivre. Les ergols sont maintenus sous pression dans les réservoirs à l'aide d'hélium réchauffé par un échangeur de température. L'impulsion spécifique est de 295,6 secondes dans le vide. La poussée peut être modulée jusqu'à 20 %. La masse à vide de l'étage est de 2 895 kg.

### Deuxième étage
Le deuxième étage est propulsé par un moteur-fusée à ergols liquides Lightning 1 d'une poussée de 70 kN. Il est alimenté par une turbopompe. Le refroidissement de la chambre de combustion est de type convectif régénératif avec une paroi interne en cuivre. Les ergols sont maintenus sous pression dans les réservoirs à l'aide d'hélium réchauffé par un échangeur de température. L'impulsion spécifique est de 322 secondes dans le vide. La poussée peut être modulée jusqu'à 20 %. La masse à vide de l'étage est de 909 kg.

### Coiffe
La coiffe, haute de 5 mètres, a un diamètre de 2,2 mètres et un volume interne de 12,5 m3. Elle est réalisée en fibre de carbone. À l'intérieur de la coiffe, plusieurs configurations de charges utiles sont possibles : lancement triple, multiples, deux charges lourdes superposées, etc. Pour son largage, la coiffe se sépare en deux moitiés sous l'action de vérins pneumatiques. La coiffe est produite par Firefly.

### L'étage SUV
Comme certains de ses concurrents, le lanceur Firefly Alpha dispose de manière optionnelle d'un dernier étage baptisé SUV (Space Utility Vehicle) pouvant jouer plusieurs rôles :
- Déploiement de nano-satellites (constellation de satellites ou satellites indépendants) sur une ou plusieurs orbites éventuellement inaccessibles pour le lanceur.
- plateforme assurant des fonctions de support ou de changement de trajectoire pour des satellites fixés sur celle-ci sur une période pouvant aller jusqu'à cinq ans.
- Désorbitage du satellite ou du second étage
- Maintien d'un satellite sur une orbite terrestre très basse nécessitant un rehaussement régulier pour contrer le freinage résultant de l'atmosphère résiduelle.

L'étage SUV d'une masse de 130 kilogrammes est réalisé en composite carbone. Haut de 45 cm pour un diamètre de un mètre, il comprend de deux à quatre moteurs électriques au xénon fournissant une poussée unitaire comprise entre 30 et 310 millinewtons avec une impulsion spécifique comprise entre 1 150 et 18 000 secondes. Il comporte un panneau solaire fournissant 400 watts. Il peut produire jusqu'à cinq kilowatts (à l'aide d'une batterie). Il met à disposition un système de communications qui offre un débit maximum de 100 mégabits par seconde en bande X ou 50 mégabits par seconde en bande Ka sur une liaison descendante et 200 kilobits par seconde en bande S sur une liaison montante. La précision de pointage est de 50 secondes d'arc avec une stabilité de cinq secondes d'arc par seconde. Il peut servir de support à une charge utile primaire et quatre charges utiles secondaires ou à un certain nombre de systèmes de déploiement de nano-satellites.

## Déroulement d'un vol
Les moteurs-fusées du premier étage sont mis à feu deux secondes avant le décollage (t). Le largage du premier étage intervient 163 secondes après celui-ci alors que le lanceur a atteint une altitude de 65,4 kilomètres et une vitesse de 2,82 secondes[Quoi ?]. Le second étage est allumé à t+169 secondes. La coiffe est largée à t+219 s alors que la fusée se trouve à une altitude de 116 kilomètres. Le seconde étage s'éteint une première fois à t+480 s alors que la fusée a atteint une altitude de 185 km et une vitesse de 7,6 km/s. Le lanceur est alors mis en rotation lente et poursuit sa trajectoire sur son inertie. À t+3 180 s, le deuxième étage est rallumé pour atteindre l'orbite désirée. Le déploiement des charges utiles débute à t+3 360 s.
| Heure (T : heure décollage) | Événement                                                 |
| --------------------------- | --------------------------------------------------------- |
| T-2 s                       | Mise à feu des moteurs du premier étage                   |
| T+0 s                       | Décollage                                                 |
| T+157 s                     | Extinction des moteurs du premier étage                   |
| T+163 s                     | Largage du premier étage qui tombe dans l'océan Pacifique |
| T+169 s                     | Mise à feu du moteur du second étage                      |
| T+219 s                     | Largage de la coiffe                                      |
| T+480 s                     | Extinction du second étage                                |
| T+3 180 s                   | Seconde mise à feu du moteur du second étage              |
| T+3 360 s                   | Largage des nanosatellites                                |

## Installations de lancement
Firefly Aerospace dispose de deux installations de lancement en 2020 : 
- Le complexe de lancement numéro 2 de la base de lancement de Vandenberg en Californie est l'ancien pas de tir de la fusée Delta II rendu disponible par le retrait de ce lanceur en septembre 2018. Cette base permet des tirs avec un azimut compris entre 140 et 260 degrés. Elle sera utilisée pour les lancements en orbite polaire, héliosynchrone. C'est ce complexe qui a été utilisé pour les deux premiers tirs[4].
- Le complexe de lancement SLC-20 de la base de lancement de Cape Canaveral en Floride. Celui-ci a été utilisé par le passé pour lancer des fusées Titan I, Titan IIIA puis des fusées-sondes[20]. Ce complexe, qui n'est pas encore en service en 2022, permettra des tirs avec un azimut compris entre 35 et 120 degrés. Elle pourra par exemple être utilisée pour des lancements vers une destination lunaire.
- Le complexe de lancement 0A de la base de Wallops en Virginie. Ce complexe permet des tirs avec un azimut compris entre 90 et 160°[16].
- Un nouveau pas de tir est envisagé à Esrange en Suède[Quand ?][21].

Les étages du lanceur puis la charge utile et la coiffe sont assemblés horizontalement dans un bâtiment d'assemblage (le HIF, en anglais : Horizontal Integration Facility) situé à côté du pas de tir. Celui-ci comporte deux ponts-roulants qui permettent de déplacer les différents composants qui arrivent sur des remorques et une salle blanche dans laquelle sont préparés les charges utiles. Puis la fusée assemblée installée sur un véhicule érecteur est transportée à l'horizontale jusqu'au pas de tir et redressée à la verticale pour le remplissage des réservoirs et les tests.

## Développements futurs
La société prévoit de développer d'autres lanceurs :
- Le lanceur MLV, anciennement connu sous le nom de Firefly Beta, est une fusée réutilisant en grande partie les solutions techniques mises au point avec la Firefly Alpha mais avec une charge utile en orbite basse portée à 13 tonnes (11,6 tonnes en orbite héliosynchrone), c'est-à-dire une capacité supérieure à celle de la Delta 2 qui n'a pas de remplaçant sur le marché américain. Ce lanceur comprendrait deux étages et a un diamètre de 3,7 mètres pour une hauteur de 46,7 mètres. Le premier étage est propulsé par sept moteurs-fusées Miranda fournissant une poussée de 7 161 kN (dans le vide) avec une impulsion spécifique de 305 secondes (dans le vide). Le deuxième étage utilise un moteur-fusée Viranda d'une poussée de 1 097 kN (dans le vide) et une impulsion spécifique de 325 secondes[22]. La société avait initialement envisagé pour propulser son premier étage d'utiliser le moteur-fusée AR1 (en) d'Aerojet Rocketdyne qui n'avait pas été retenu pour le lanceur Vulcan[23]. Le premier étage sera également utilisé pour la fusée Antares 330 dans le cadre d'une entente avec Northrop Grumman, avec un premier lancement prévu pour 2024 pour Antares 330 et 2025 pour MLV[24].
- Firefly Gamma est un projet de lanceur à deux étages réutilisable à 75 % (en coût), capable d'atterrir horizontalement et pouvant placer en orbite basse une charge utile de 5 tonnes[25].

## Première version du lanceur (abandonnée)
La première version Firefly Alpha est un lanceur bi-étages de 23 mètres de haut dont la structure est réalisée majoritairement en matériau composite à base de fibre de carbone pour alléger sa masse. Les deux étages sont propulsés par des moteurs-fusées à ergols liquides brûlant un mélange d'oxygène liquide et de kérosène (avec l'idée de le remplacer à terme par du méthane liquide). Les moteurs sont alimentés par pressurisation des réservoirs (avec évolution prévue en une pressurisation autogène), solution non conventionnelle pour le premier étage d'un lanceur.
- La propulsion du premier étage, dont le diamètre est de 1,8 mètre pour une hauteur de 16,7 mètres[27], est réalisée à l'aide de 12 moteurs-fusées utilisant une tuyère à corps central tronqué, de type Aerospike. Le refroidissement de la partie fixe de cette tuyère, la rampe, nécessite d'évacuer une très grande quantité d'énergie thermique, raison pour laquelle ce type de tuyère mis au point et testé dès le début de l'ère spatiale n'a jamais été utilisé de manière opérationnelle. Dans le cas présent, la rampe est refroidie par le kérosène qui y circule avant d'être réinjecté dans le réservoir. La pressurisation du réservoir, autogène, est ainsi assurée sans avoir recours à de l'hélium, ce qui allège la masse globale de l'étage. Les 12 moteurs-fusées FRE-2 fournissent une poussée totale de 45 tonnes avec une impulsion spécifique de 299 secondes[26],[28].
- Le deuxième étage, d'un diamètre de 1,5 m et d'une hauteur de 4,6 m[27], est propulsé par un moteur-fusée FRE-1. Cette variante du FRE-2 utilise une tuyère traditionnelle et fournit une poussée de 2,8 tonnes avec une impulsion spécifique de 325 secondes[26].
- La coiffe a un diamètre interne de 1,47 mètre et une hauteur interne de 1,75 mètre[29].

## Prix et comparaison avec les autres lanceurs légers
Le prix catalogue (novembre 2021) du lanceur est de 15 millions $. Firefly Alpha est en concurrence avec plusieurs lanceurs américains de la même catégorie :
| Lanceur                                    | Prix (millions US$) | Charge utile (kg) (orbite basse) | Prix au kg (US$) | Charge utile (kg) (orbite héliosynchrone 500 km) | Prix au kg (US$) | Statut du lanceur (mars 2023)      |
| ------------------------------------------ | ------------------- | -------------------------------- | ---------------- | ------------------------------------------------ | ---------------- | ---------------------------------- |
| Terran 1                                   | 12                  | 1 250                            | 9 600            | 900                                              | 13 333           | En attente d'un premier vol réussi |
| LauncherOne                                | 12                  | 500                              | 24 000           | 300                                              | 40 000           | Opérationnel                       |
| Electron                                   | 7,5                 | 300                              | 25 000           | 200                                              | 37 500           | Opérationnel                       |
| Firefly Alpha                              | 15                  | 1 170                            | 12 820           | 745                                              | 20 134           | Opérationnel                       |
| RS1                                        | 12                  | 1 350                            | 8 888            | 1 000                                            | 12 000           | En attente d'un premier vol réussi |
| SpaceX Rideshare (Falcon 9, lanceur moyen) | 1,1                 |                                  |                  | 200                                              | 5 500            | Opérationnel                       |

## Historique des lancements
Firefly a effectué au total deux lancements de démonstration (octobre 2022). Le premier vol est un échec alors que le second est une réussite partielle.
Nombre annuel de lancements réalisés par Firefly et leur réussite
- Succès
- Succès partiels
- Échecs
- Prévu

| Vol n°                                                | Nom | Date                          | Pas de tir        | Charge utile | Masse   | Orbite                                              | Résultat       |
| ----------------------------------------------------- | --- | ----------------------------- | ----------------- | --- | ------- | --------------------------------------------------- | -------------- |
| FLTA001                                               | DREAM | 3 septembre 2021 à 01:59 UTC, | Vandenberg SLC-2W | CubeSats : BSS1, CRESST DREAM COMET, Firefly Capsule 1, PICOBUS (déployant six PocketQubes), Hiapo, NPS-CENETIX-Orbital 1, Spinnaker3, et TIS Serenity , | 82 kg   | Orbite polaire (inclinaison 137°) circulaire 300 km | Échec          |
| FLTA001                                               | Premier vol, a connu une anomalie avec un de ses moteurs-fusées qui a mené à sa destruction environ deux minutes et demie après le lancement par mesure de sécurité ,. Emportait diverses charges utiles pour plusieurs clients : Benchmark Space, University of Cambridge, Firefly, Libre Space Foundation, Fossa Systems, Hawaii Science and Technology Museum, AT&T/NPS, Purdue University, Teachers in Space, Inc....                                                             |                               |                   | |         |                                                     |                |
| FLTA002                                               | To The Black | 1er octobre 2022 à 07:01 UTC, | Vandenberg SLC-2W | TechEdSat-15 (TES-15), TIS Serenity, PicoBus (GENESIS-L & GENESIS-N, FOSSASAT-1B, Qubik-1 & Qubik-2)                                                     | ~35 kg  | Orbite polaire (inclinaison 137°) circulaire 300 km | Succès partiel |
| FLTA002                                               | Deuxième essai de vol. Emportait plusieurs CubeSats pour divers clients, dont Libre Space Foundation, Teachers in Space et NASA Ames Research Center. Les charges utiles sont insérées sur une orbite plus basse que prévu et sont détruites en rentrant dans l'atmosphère une semaine après le lancement. |                               |                   | |         |                                                     |                |
| FLTA003                                               | | 15 septembre 2023             | Vandenberg SLC-2W | Victus Nox |         | Orbite héliosynchrone                               | Succès         |
| FLTA003                                               | Mission TacRS-3 pour la U.S. Space Force qui requiert l'intégration d'une charge utile à une fusée et un lancement en 24 heures, |                               |                   | |         |                                                     |                |
| FLTA004                                               | Fly the Lightning | 22 décembre 2023              | Vandenberg SLC-2W | Tantrum |         | Orbite basse                                        | Succès partiel |
| FLTA004                                               | Lancement commercial dédié, transportant un démonstrateur technologique de Lockheed Martin intégré sur un bus satellite Nebula de Terran Orbital. Le rallumage du moteur du second étage n'a pas permis de livrer la charge utile à son orbite cible prévue, raccourcissant fortement sa durée de vie en orbite. Les communications avec la charge utile ont été établies et certaines opérations de mission ont eu lieu. Le satellite s'est désintégré le 10 février 2024 vers 15 h. |                               |                   | |         |                                                     |                |
| FLTA005                                               | Noise of Summer | 4 juillet 2024                | Vandenberg SLC-2W | CubeSats: CatSat, Starling x 4, KUbeSat 1, MESAT 1, R5 S4, REAL, SOC-i, OwlSat                                                                           |         | Orbite héliosynchrone                               | Succès         |
| FLTA005                                               | Contrat de lancement pour la NASA Venture Class Launch Services 2 (VCLS 2) Mission Two, aussi connue sous le nom d'ELaNa 43. |                               |                   | |         |                                                     |                |
| Lancements programmés                                 | |                               |                   | |         |                                                     |                |
| FLTA006                                               | | 2025                          | Vandenberg SLC-2W | LM 400 Satellite TacSat | ~100 kg | Orbite basse                                        | Prévu          |
| FLTA006                                               | Satellite démonstration de Lockheed Martin |                               |                   | |         |                                                     |                |
|                                                       | | 202X                          | Vandenberg SLC-2W | Carbonite 4, |         | Orbite basse                                        | Prévu          |
| Satellite d'observation de la Terre                   | |                               |                   | |         |                                                     |                |
|                                                       | | 2025,                         | Vandenberg SLC-2W | Satellites de Spaceflight |         | Orbite basse                                        | Prévu          |
| Lancements multiples de type « rideshare »            | |                               |                   | |         |                                                     |                |
|                                                       | | 2025,                         | Vandenberg SLC-2W | EOS SAR 1 |         | Orbite héliosynchrone                               | Prévu          |
|                                                       | | 2025,                         | Vandenberg SLC-2W | OTB-2 / MAIA |         | Orbite héliosynchrone                               | Prévu          |
|                                                       | | 2025,                         | Vandenberg SLC-2W | Satlantis EO Constellation |         | Orbite héliosynchrone                               | Prévu          |
| Constellation de satellites d'observation de la Terre | |                               |                   | |         |                                                     |                |